# Journeyman (série télévisée)
Pour les articles homonymes, voir Journeyman.
Journeyman est une série télévisée américaine en 13 épisodes de 42 minutes, créée par Kevin Falls et diffusée entre le 24 septembre 2007 et le 19 décembre 2007 sur le réseau NBC.
En France, la série a été diffusée entre le 18 octobre 2008 et le 23 novembre 2008 sur M6 puis rediffusée sur W9 ; en Belgique entre le 13 décembre 2011 et le 17 janvier 2012 sur Plug RTL ; et en Suisse sur TSR1.

## Synopsis
Dan Vasser est un journaliste de San Francisco menant une vie heureuse avec sa femme et son fils, jusqu'au jour où il découvre qu'il peut voyager dans le temps et améliorer la vie des gens. Lors d'un de ses « voyages », il retrouve Livia, avec qui il était fiancé et qu'il croyait morte dans un accident d'avion.

## Distribution

### Acteurs principaux
- Kevin McKidd (VF : Alexis Victor) : Dan Vasser
- Brian Howe (VF : Stéphane Bazin) : Hugh Skillen
- Gretchen Egolf (VF : Dominique Vallée) : Katie Vasser
- Moon Bloodgood (VF : Marie Zidi) : Olivia « Livia » Beale
- Reed Diamond (VF : Cyril Artaux) : Jack Vasser
- Charlie Wyson (VF : Victor Quilichini) : Zack Vasser

### Acteurs récurrents
- Lisa Sheridan (VF : Sybille Tureau) : Dr Theresa Sanchez
- Tom Everett (VF : Guy Chapellier) : Elliot Langley
- Paul Schulze (VF : Lionel Tua) : Richard Garrity
- Joel Gretsch (VF : Arnaud Arbessier) : Frank Vasser
- Melinda McGraw (VF : Juliette Degenne) : Annette Barron
- Alyson Reed (VF : Brigitte Virtudes) : Nancy Stokes
- Raphael Sbarge (VF : Éric Missoffe) : Aeden Bennett
- Gabriel Tigerman (VF : Christophe Desmottes) : Jessie

### Version française
- Société de doublage : Libra Films
- Direction artistique : Jean-Pascal Quilichini
- Adaptation des dialogues : Sylvie Abou-Isaac et Daniel Danglard

## Épisodes
1. Retour vers le passé (Pilot)
2. La Fille du ciel (Friendly Skies)
3. La Fièvre du jeu (Game Three)
4. L'Année du lièvre (The Year of the Rabbit)
5. Le Soldat inconnu (The Legend of Dylan McCleen)
6. L'Homme du futur (Keepers)
7. Coup de poker (Double Down)
8. Rendez-vous manqué (Winterland)
9. Ligne 976 (Emily)
10. Les Lois de la physique (Blowback)
11. Au nom du père (Home By Another Way)
12. Le Pendu (The Hanged Man)
13. Le Dernier Voyageur (Perfidia)

## Commentaires
Kevin Falls, le créateur de la série, a annoncé que si la série avait eu le droit à une saison complète, « Katie et Dan se seraient séparés à cause des absences répétées de Dan. Dan aurait alors vécu pendant un temps avec son frère Jack, puis Dan et Katie se seraient remis ensemble. Livia serait morte dans l'épisode 20 et Dan l'aurait sauvée dans l'épisode 21. Et dans le 22, le dernier de la saison, Dan aurait été de retour chez lui, dans le présent, comme il le fait dans le pilote, mais quelqu’un d’autre vivrait dans sa maison. Katie et Zack ne seraient plus là, et cette fois, il n’aurait aucune idée de comment les retrouver. Il aurait également rencontré la Livia du futur ».

### Autres séries sur le même thème
- Demain à la une, série télévisée américaine (1996-2000)
- Code Quantum, série télévisée américaine (1989-1993)
- Voyages au bout du temps, série télévisée américaine (1982 -1983)
- Timeless (2016-2018)